# مطار تشيانغ مي
مطار تشيانغ مي الدولي (باللغة تايلندية:ท่าอากาศยานเชียงใหม่) المطار الرئيسي لمحافظة تشيانغ مي (إياتا: CNX، إيكاو: VTCC) ويعتبر اليوابة الرئيسية لشمال تايلاند ويعتبر المطار الثالث ازدحاما في تايلاند ، تعمل في المطار 17 شركة طيران ويخدم 3،000،000 راكب و15،000 الف رحلة جوية و16،000 الف طن من البضائع.

## شركات الطيران والوجهات
| شركـات طيـران             | الوجهات |
| ------------------------- | --- |
| طيران آسيا                | مطار كوالالمبور الدولي |
| طيران الصين               | مطار بكين العاصمة الدولي |
| طيران بانكوك              | مطار سوفارنابومي الدولي، مطار ساموي، مطار كرابي، Phuket |
| الخطوط الجوية الصينية     | مطار تايوان تاويوان الدولي |
| خطوط شرق الصين الجوية     | مطار كونمينغ جانغشوي الدولي، مطار شانغهاي بودنغ الدولي |
| خطوط جنوب الصين الجوية    | مطار قوانغتشو باييون الدولي |
| إيفا للطيران              | مطار تايوان تاويوان الدولي |
| خطوط هونغ كونغ اكسبرس     | مطار هونغ كونغ الدولي |
| Jeju Air                  | مطار إنتشون الدولي موسمي: Busan |
| Jin Air                   | موسمي: مطار إنتشون الدولي |
| خطوط جونياو الجوية        | مطار شانغهاي بودنغ الدولي |
| كوريا للطيران             | مطار إنتشون الدولي |
| طيران لاوس                | مطار لوانغ برابانغ الدولي |
| خطوط لاكي الجوية          | مطار جينغديو الجديد، مطار كونمينغ جانغشوي الدولي |
| Myanmar National Airlines | مطار ماندالاي الدولي، Yangon |
| طيران نوك                 | مطار دون موينغ، Ubon Ratchathani ‏، مطار ودون ثاني |
| سكوت للطيران              | مطار شانغي سنغافورة |
| Ruili Airlines            | مطار كونمينغ جانغشوي الدولي، مطار شيشوانغباننا غاسا |
| خطوط سيتشوان الجوية       | مطار جينغديو الجديد |
| سبرينغ (شركة طيران)       | مطار قوانغتشو باييون الدولي، مطار شانغهاي بودنغ الدولي |
| طيران آسيا (تايلاند)      | مطار دون موينغ، مطار سوفارنابومي الدولي، مطار بكين داشينغ الدولي، مطار تشانغشا هوانغوا الدولي، مطار دا نانغ الدولي، مطار هانغتشو شياوشان الدولي، مطار نوي باي الدولي، Hat Yai ‏، Hua Hin ‏، مطار هونغ كونغ الدولي، Khon Kaen ‏، مطار كرابي، مطار ماكاو الدولي (تستأنف في 1 يوليو 2023)، Phuket، مطار شانغي سنغافورة، Surat Thani ‏، مطار تايوان تاويوان الدولي |
| Thai Lion Air             | مطار دون موينغ، مطار يو تاباو الدولي |
| Thai Smile                | مطار سوفارنابومي الدولي |
| Thai VietJet Air          | مطار سوفارنابومي الدولي، مطار كانساي الدولي، Phuket |
| T'way Air                 | موسمي: مطار إنتشون الدولي |
| خطوط فيت جيت              | مطار تان سون نهات الدولي |